# Managementgoeroe
Onder een managementgoeroe verstaat men een persoon die op toonaangevende wijze publiceert over allerlei managementkwesties en daar ook allerlei voordrachten over houdt waar veel waarde aan wordt gehecht.
Voorbeelden van personen die als managementgoeroe worden bestempeld:
- Stephen Covey
- Peter Drucker
- Robert Kaplan
- Coimbatore Prahalad
- Ben Tiggelaar
- Eckart Wintzen